# Yoko Ono (singolo)
Yoko Ono è un singolo del gruppo musicale tedesco Die Ärzte, pubblicato nel 2001.
È arrivato in 65ª posizione nella Ö3 Austria Top 40. Il video è stato diretto da Sven Bollinger.

## Tracce
1. Yoko Ono (Do Brasil) – 3:06 (testo: Urlaub – musica: Felsenheimer, Urlaub, Gonzalez)
2. Yoko Ono – 0:31 (Urlaub)
3. Die Welt Ist Schlecht – 3:40 (testo: Felsenheimer – musica: Felsenheimer, Urlaub)
4. Yoko Ono (L'Age D'Or mix) – 1:23 (Felsenheimer, Urlaub, Gonzalez)
5. Yoko Ono (video) – 0:46